# Caesar IV
Caesar IV es un videojuego de construcción de ciudades ambientado en la antigua Roma, desarrollado por Tilted Mill Entertainment y publicado por Sierra Entertainment. El juego fue lanzado el 26 de septiembre de 2006 en Norteamérica. El juego se desarrolla en un motor tridimensional y un modelaje individual del comportamiento humano en los personajes.
Como su lanzamiento original Caesar lanzado en 1993, el juego simula la administración de una ciudad en la Roma histórica. Como su lanzamiento hermano, Children of the Nile lanzado en 2004, el juego continúa una nueva tendencia en los juegos del género de construcción de ciudades en usar un diseño más interactivo y detallado.
Una demo fue lanzada por Tilted Mill el 16 de agosto de 2006.

## Jugabilidad
A diferencia de las anteriores versiones en la serie, Caesar IV está equipado con un diseño 3D realista y variado, en lugar de un fijo diseño 3D isométrico. Esto se refleja en paisajes y vistas de ciudad más realistas, y la capacidad de los jugadores de tener una mejor vista y uso del espacio construible. Además, las construcciones y los caminos pueden ser colocados en ángulos de 45 grados a la cuadrícula del juego, así como ser alineadas con la cuadrícula, dando a los jugadores más opciones en la creación eficiente y visualmente atractiva de diseños de ciudad.

## Viviendas
En un intento por dar realismo histórico, el juego intenta mantenerse lo más cercano posible a los estilos de vida romanos. Para este fin, Sierra realizó investigaciones detalladas sobre el estilo de vida romano utilizando fuentes secundarias y fuentes primarias.[cita requerida]

## Escenarios
El juego está dividido en tres partes, nombradas así por las tres eras tradicionales de la Antigua Roma: "Reino", "República" e "Imperio". La parte de El Reino es un tutorial, mientras que las partes de República e Imperio forman la campaña, donde se puede escoger entre asignaciones pacíficas o militares.   
Hay 5 escenarios más que son de mundo abierto: Amida, Corduba, Cyrene, Djedu y Roma. Los últimos están solo disponibles para las personas que pre-ordenaron el juego directamente de Tilted Mill Entertainment. En todos estos escenarios el rango usado es "Cuestor". También hay un editor de escenarios disponible.

## Recepción
Caesar IV ha recibido críticas variadas. La mayoría de las críticas se centran en los cierres inesperados del juego, los problemas de la interfaz de usuario, los problemas con el lag y lo repetitivo en la jugabilidad. Los aspectos positivos mencionados fueron el atractivo visual de los gráficos 3D y el sonido y música profesionales.
Los dos críticos del Talk show australiano sobre videojuegos "Good Game" le dieron al videojuego un 6/10 y un 8/10.